# Йованович, Джордже (скульптор)
Джордже Йованович (серб. Ђорђе Јовановић; 21 января 1861, Нови-Сад, Австрийская империя — 26 марта 1953, Белград, СФРЮ) — сербский и югославский скульптор. Педагог, профессор, директор художественной школы (Белград).
Член Сербской академия наук и искусств.

## Биография
Йованович родился в Нови-Сад, где провел первые три года своей жизни. Затем его семья переехала в Пожаревац. Он учился в Крагуевац, где получил степень бакалавра в 1882 году. 
В 1884—1887 году обучался в Академии изобразительных искусств в Вене, позже учился в Мюнхене.
После окончания учёбы жил в Вене, Мюнхене, Париже и Белграде. В Париже, совершенствовал своё мастерство под руководством Анри Шапю и Жана-Антуана Енжальбера.
В 1889 году на Всемирной выставке в Париже был отмечен наградой за свою работу «Гусляр», в 1900 году на Всемирной выставке награждён большой премией за Косовский памятник.
Действительный член Сербской академия наук и искусств с 1920 года. Секретарь Сербской академия наук и искусств с 1922 до 1924, с 1932 до 1935, с 1937 до 1945 годах.
В числе его известных учеников Ристо Стийович.

## Творчество
Автор многих памятников в Сербии, и в частности, в Белграде.
Джордже Йованович оставил после себя значительное творческое наследство, около 300 работ разных жанров (памятники, статуи, статуэтки, бюсты, медали), среди которых самыми выдающимися является «Памятник косовским героям» в Крушевце, «Князь Милош», «Вуков памятник» в Белграде и др.

## Галерея

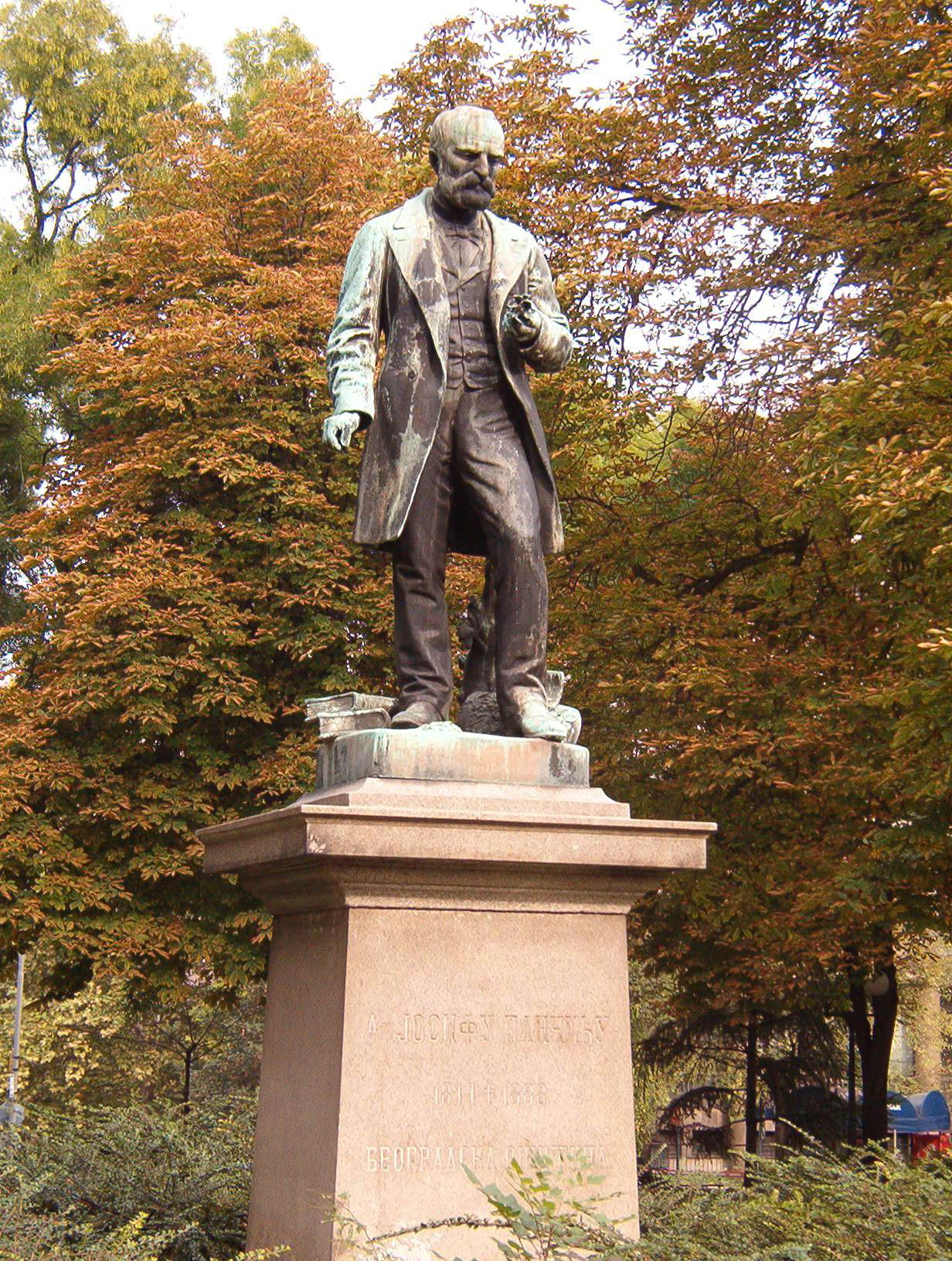
Памятник Йосифу Панчичу
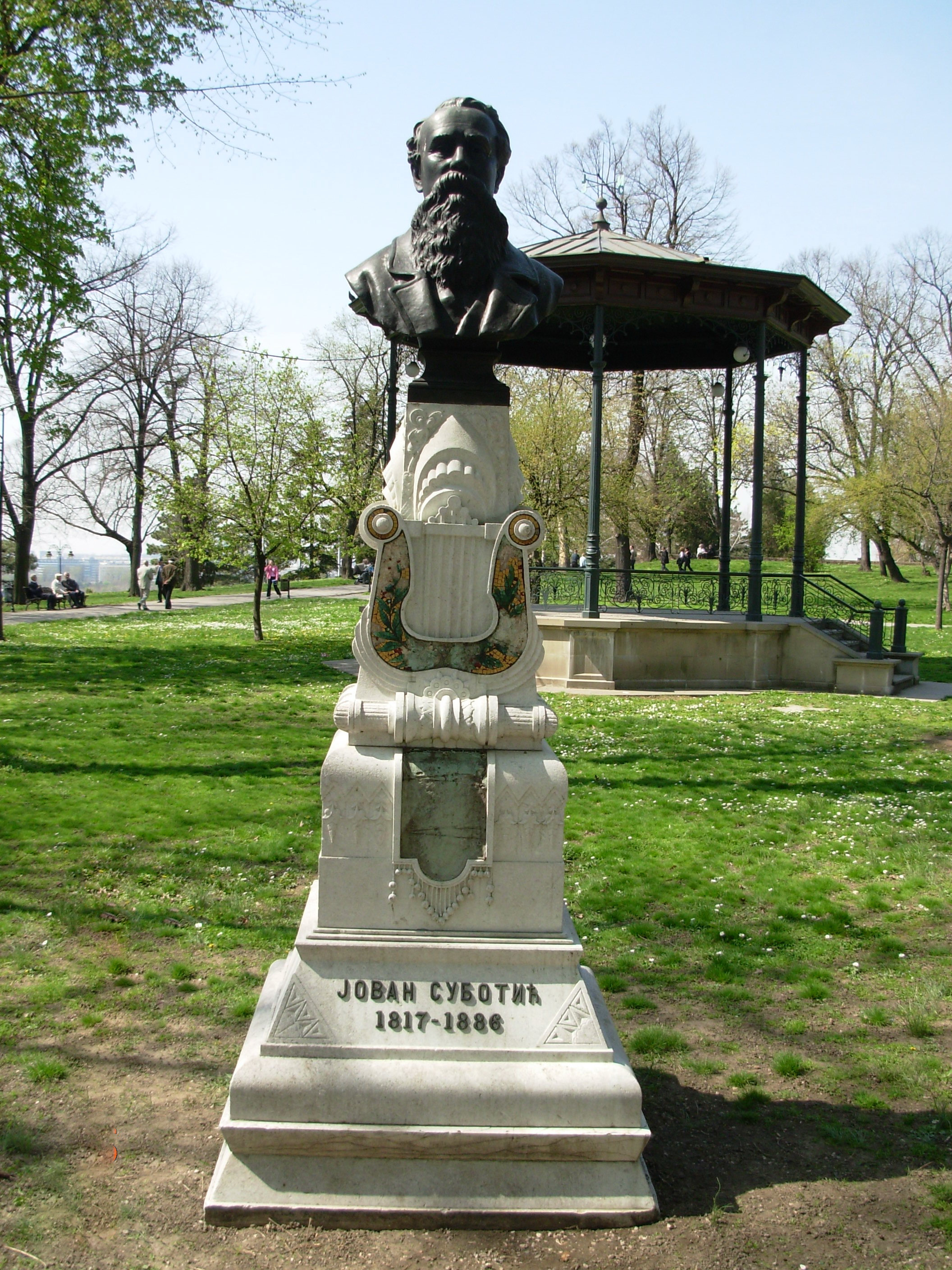
Памятник Йовану Суботичу
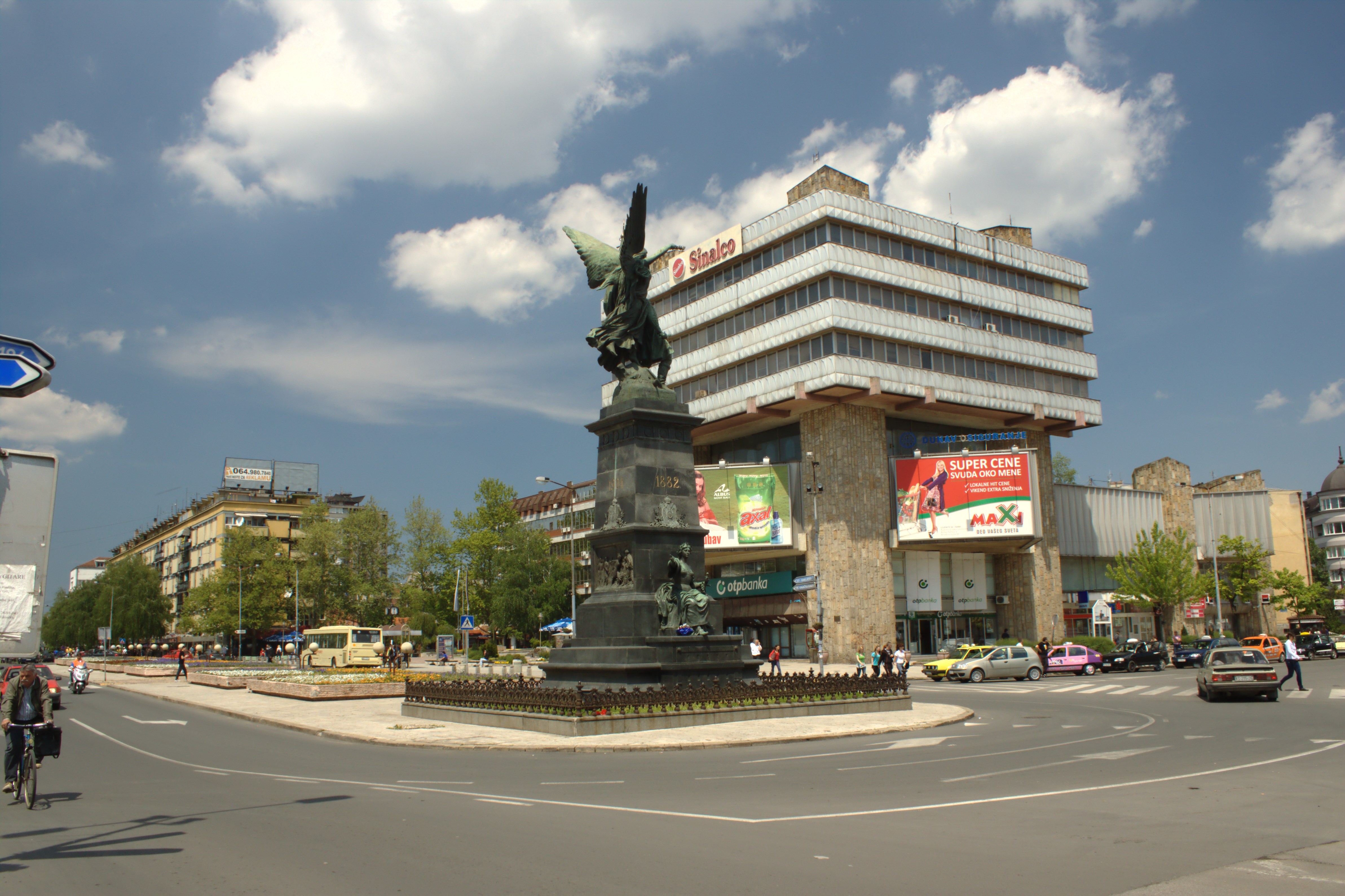
Памятник сербским юнакам — героям Косова поля
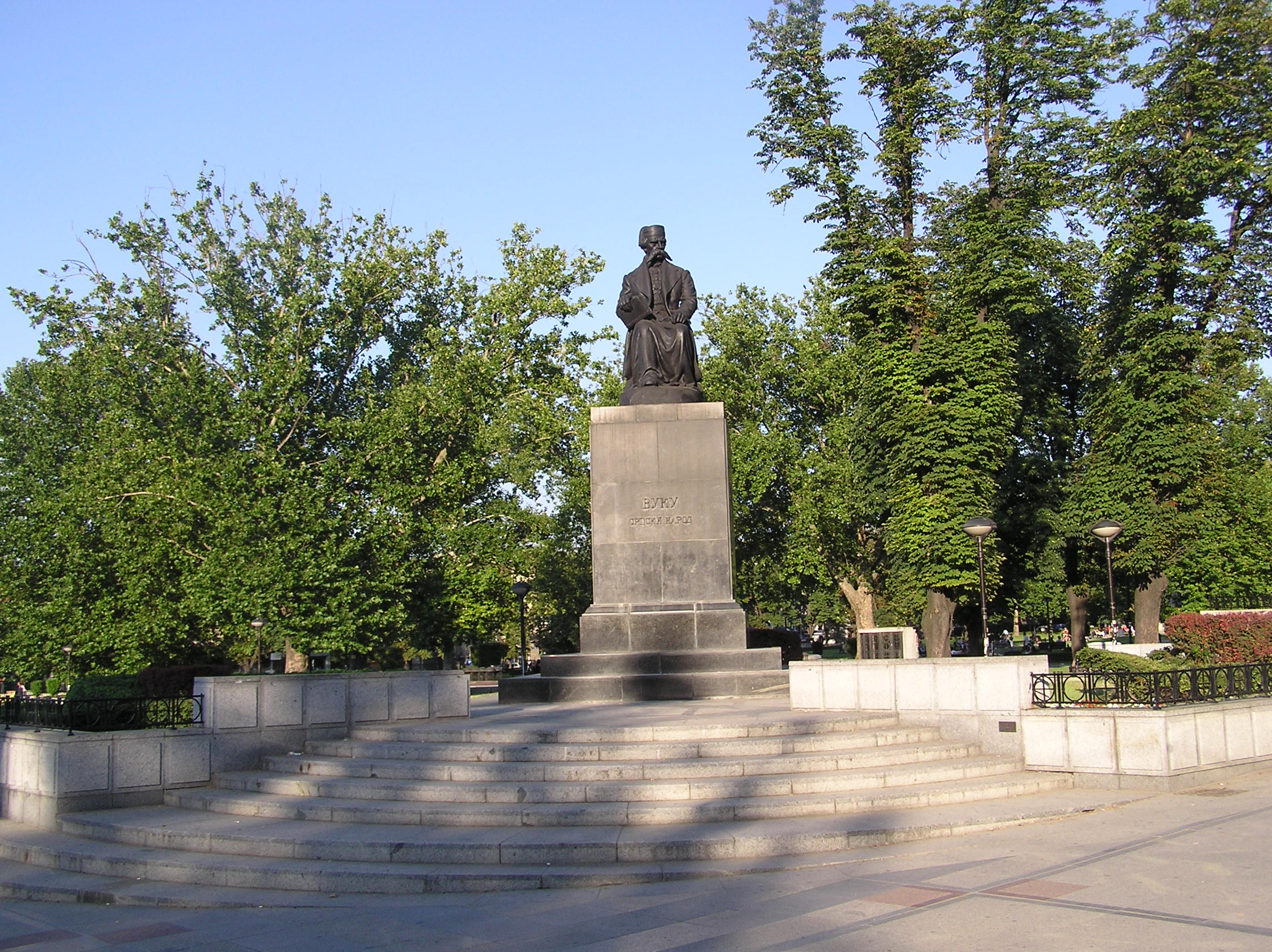
Вуков памятник в Белграде
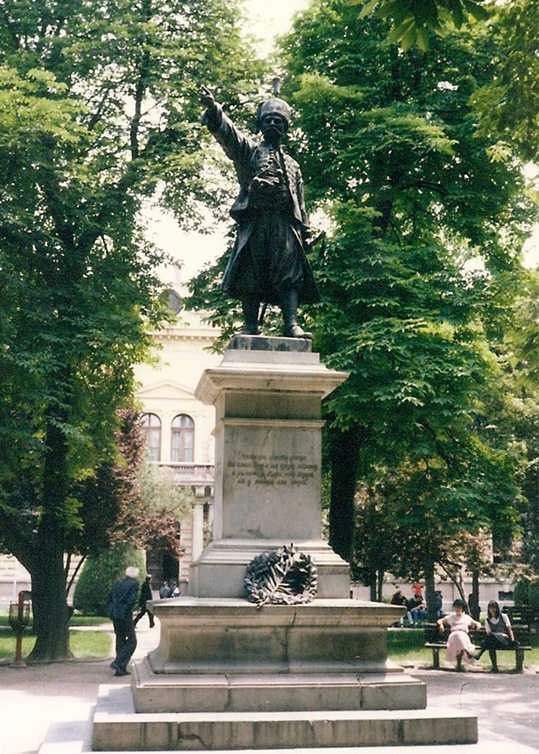
Памятник Милошу Обреновичу
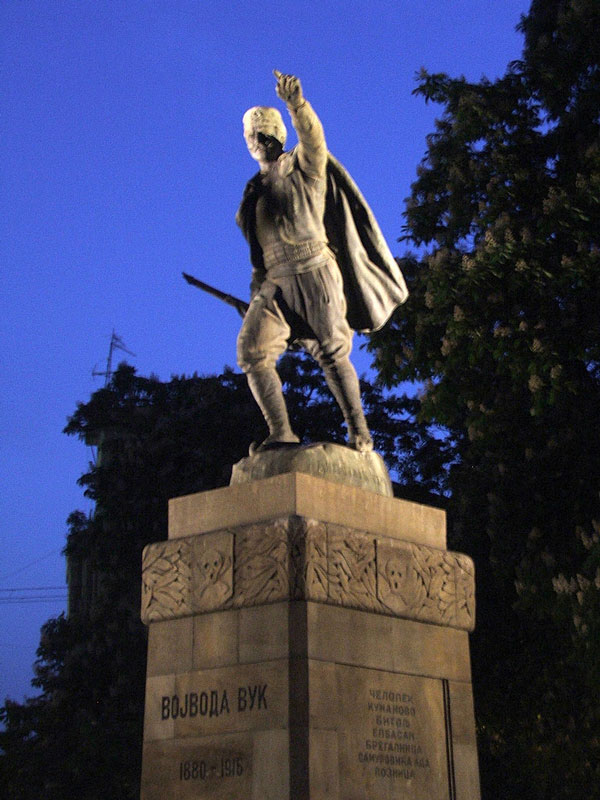
Памятник воеводе Вуку в Белграде